# Glen Affric
Glen Affric es un glen ubicado al suroeste del pueblo de Cannich en la región de Highland, Escocia, unas 15 millas (24,1 km) al oeste del Lago Ness. El Río Affric recorre todo el paraje, pasando a través del Loch Affric y el Loch Beinn a' Mheadhoin. Una pequeña carretera pública llega hasta Loch Beinn a' Mheadhoin, pero a partir de ahí solo caminos sin asfaltar se adentran al lugar.
Con frecuencia siendo descrito uno de los glen más bonitos de Escocia, Glen Affric contiene la tercera parte del Bosque Caledonio en Escocia, como también lochs, páramos y montañas.
Los bosques y los espacios abiertos del glen lo convierten en un destino popular entre los montañeros, escaladores y ciclistas.